# Lynnette Cole
Lynnette Cole (Columbia, Tennessee el 9 de febrero de 1978) es una reina de belleza y modelo de los Estados Unidos, y ganadora del Miss USA 2000 y representó a los Estados Unidos en Miss Universo 2000 clasificando al top 5.

## Certamen
Ella fue coronada como la primera ganadora de ese estado en ganar el certamen de Miss USA 2000.